# Tomotaka Fukagawa
Tomotaka Fukagawa (jap. 深川 友貴 Fukagawa Tomotaka; ur. 24 lipca 1972) – japoński piłkarz występujący na pozycji napastnika.

## Kariera klubowa
Od 1995 do 2002 roku występował w klubach Cerezo Osaka, Consadole Sapporo i Mito HollyHock.